# Crac
Pour plus de détails, voir Fiche technique et Distribution.
Pour les articles homonymes, voir Crac.
Crac! est un dessin animé muet du réalisateur québécois Frédéric Back, sorti au Canada en 1981. Il reçoit l'Oscar du meilleur court métrage d'animation en 1982.

## Synopsis
Sous la forme d'une fable, le film relate la naissance d'une chaise à bascule et son histoire à travers le temps, depuis son utilisation au sein d'une famille québécoise, jusqu'à son recyclage dans un musée,.

## Analyse
Dans ce dessin animé, chaque image est un tableau. Les styles très divers qui se succèdent peuvent se rapprocher tantôt de l'impressionnisme, de Marc Chagall, ou encore de certains humoristes comme Jean-Jacques Sempé. Ce court métrage donne un aperçu de possibilités techniques et artistiques encore peu exploitées dans le dessin animé grand public[réf. nécessaire].

## Anecdotes
L'auteur de film d'animation japonais Hayao Miyazaki, après avoir vu Crac! lors d'un voyage aux États-Unis, rapporte qu'il fut émerveillé par le travail d'animation de Frédéric Back.